# Tomislav Sabljak
Tomislav Sabljak je hrvatski književnik, novinski urednik i sveučilišni predavač. Piše novele, pripovijetke i kratke priče. 
Kao pripovjedač, želi što više prodrijeti u intimnost likova, a priče su mu na svoj način nezavršene. Svaka priča mu je potraga za kršćanskom vjerom. U prozi miješa stvarnost i fikciju. Pišući o ratu i poraću, radnja mu skreće, ali "ne bježi od ključnih detalja, odgovora o krivcima počinjenih zločina, solženjicinovski pletući ispitivanja »neprijatelja naroda« od OZNA-e i KNOJ-a, nenapisane presude i prijeke sudove."
Neka njegova djela u svojoj je antologiji Żywe źródła iz 1996. s hrvatskog na poljski prevela poljska književnica i prevoditeljica Łucja Danielewska.
Scenarist je filma Usporeno kretanje.

## Djela
- Njihovi osamljeni gospodari. 15 horora iz 1945., 2013.

Urednik
- zbornik radova Ante Starčević i njegovo djelo/ Znanstveni skup o 100. obljetnici Oca domovine, 18. i 19. travnja 1996. u Zagrebu